# Никодим Панкратьєв
Никодим Панкратьєв (р. народж. невід., Слобожанщина — 25 листопада 1774, Київ ) — церковний діяч, викладач, ректор Києво-Могилянської академії (1774).

## Життєпис
Народився на Слобожанщині у родині Федора Панкратьєва. Дата народження невідома.
Закінчив повний курс навчання у Академії. 1759 року прийняв чернечий постриг і став викладачем.
Викладав у класах аналогії (1759-60), синтаксими та грецької мови (1760-64), поетики (1764-65) та риторики (1765-68).
1768 року стає префектом Академії, водночас викладає філософію.
У вересні 1773 року почав викладати богослов'я, однак через хворобу був змушений відмовитись від викладання.
16 січня 1774 року, згідно з указом Синода, призначений архімандритом Братського монастиря та ректором Академії. З 13 лютого 1774 року, після відповідного указу Митрополита Гавриїла Кременецького розпочав ректорську роботу.
Помер о 8 годині ранку 25 листопада 1774 року після тяжкої хвороби, перед смертю прийнявши причастя.
Залишив по собі бібліотеку з 271 книги латинською, польською, французькою, грецькою, єврейською та російською мовами. Майно було передане рідним.
Справами похорону опікувався його небіж Петро Панкратьєв-у майбутньому київський генерал-губернатор.